# 塞萨洛尼基白塔

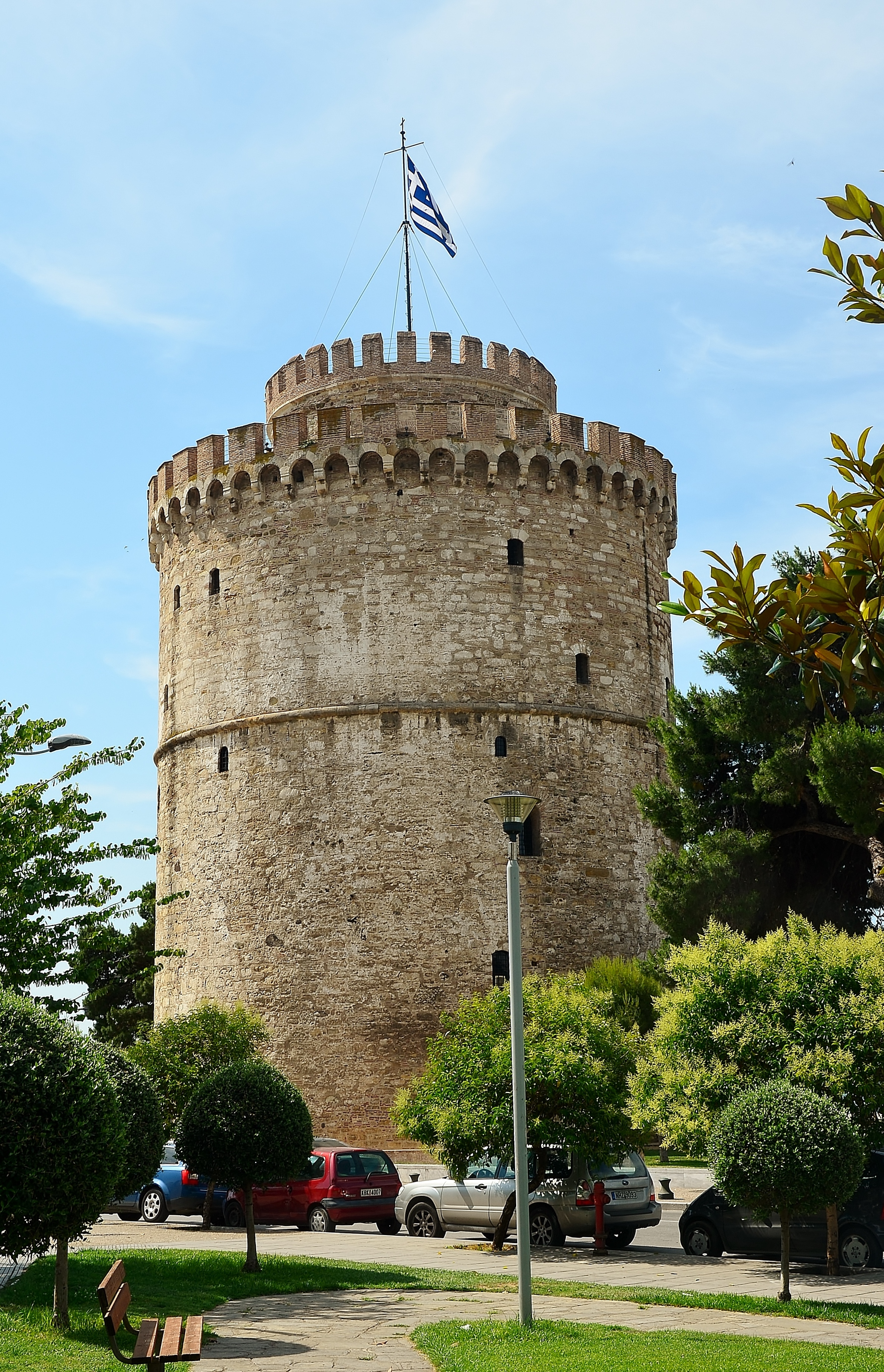
塞萨洛尼基白塔

塞萨洛尼基白塔 (希腊语: Λευκός Πύργος Lefkos Pyrgos)，为希腊塞萨洛尼基市海滨的一座古建筑，也是一座博物馆。该建筑始建于奥斯曼帝国时期，最初作为港口的防御工事，后成为一座监狱。1912年，希腊夺回塞萨洛尼基市后，将外观改为白色。白塔已成为塞萨洛尼基的标志性建筑。

## 建筑结构
塞萨洛尼基白塔主体呈圆柱形，直径达23 m，高度为27 m。其上的塔楼直径12 m，高6米。